# Другой мир (телесериал, 1964)
«Другой мир» (англ. Another World) — мыльная опера компании NBC, выходившая в эфир с 4 мая 1964 года по 25 июня 1999 года. Сериал создали Ирна Филлипс и Уильям Дж. Белл, продюсировала проект компания Procter & Gamble Productions. Съёмки велись в Бруклине.
Действие сериала разворачивается в вымышленном городке Бэй-Сити. До 1987 года каждая серия предварялась эпиграфом «We do not live in this world alone, but in a thousand other worlds» («Мы живем не только в этом мире, но и в тысяче других миров»), что, как утверждала Ирна Филлипс, означает реальный мир и миры наших грёз. «Другой мир» рассказывает как о привычных радостях и неприятностях в жизни простых людей, так и об экзотических ситуациях, складывающихся в семьях различного положения и мировоззрения.
«Другой мир» стал первой мыльной оперой, затронувшей проблему абортов в 1964 году, когда эта тема считалась запретной. Сериал впервые использовал сюжет, пересекающийся с другим сериалом: персонаж Майк Бауэр из сериала «Направляющий свет» переехал из Спрингфилда в Бэй-Сити. Также «Другой мир» первым увеличил длину серий до часа, затем до 90 минут, после чего вновь вернулся к 60-минутным эпизодам; первым дал старт побочным сериалам: Somerset, Texas и опосредованно —Lovers and Friends, который был позднее переименован в For Richer for Poorer.
Музыкальная тема сериала, «(You Take Me Away to) Another World», написанная Кристал Гейл и Гэри Моррисом, впервые в истории мыльных опер попала в чарт Billboard Hot 100 (1987).